# Cream
Cream — британская рок-группа, состоявшая из гитариста Эрика Клэптона, бас-гитариста Джека Брюса и барабанщика Джинджера Бэйкера. Часто называется первой супергруппой в истории рок-музыки. Три композиции коллектива — «Sunshine of Your Love», «White Room» и кавер-версия блюза Роберта Джонсона «Crossroads» — входят в список 500 лучших песен по версии журнала Rolling Stone (65, 367 и 409 место соответственно).
Смелые эксперименты в области утяжеления и уплотнения блюз-рокового звука позволяют считать Cream, наряду с Джими Хендриксом, одними из родоначальников хард-рока. Просуществовав немногим более двух лет, Cream оказала значительное влияние на развитие рока, заложив фундамент блюз-рока и хард-рока конца 60-х — начала 70-х. В 1993 году группа включена в Зал славы рок-н-ролла и награждена премией Грэмми в 2006.

## История группы

### Начало
Эрик Клэптон познакомился с Джеком Брюсом в 1965 году во время своего недолговременного сотрудничества с группой John Mayall & the Bluesbreakers, в которой он некоторое время играл после ухода из The Yardbirds. В начале 1966 года они вошли в состав группы Eric Clapton and the Powerhouse, просуществовавшей менее одного года и записавшей всего несколько песен.
В июле 1966 года Клэптон познакомился с Джинджером Бейкером, который в то время был барабанщиком группы Graham Bond Organization, в которой Джек Брюс играл на бас-гитаре, губной гармошке и фортепиано. В этой группе Бейкер чувствовал себя неуютно и устал от пристрастия Грэма Бонда к наркотикам и приступов психической нестабильности. «Джинджер приехал посмотреть, как я играю с Bluesbreakers. После концерта он отвез меня обратно в Лондон на своей машине. Я был очень впечатлён его машиной и манерой вождения. Он сказал мне, что хочет создать группу, и я тоже думал об этом» — вспоминал впоследствии Клэптон.

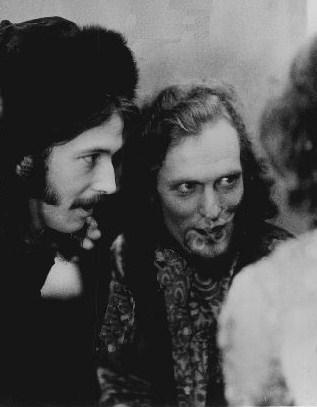
Эрик Клэптон и Джинджер Бейкер

В то время наиболее известным из всех троих музыкантов был Эрик Клэптон, уже успевший зарекомендовать себя, играя в The Yardbirds (c октября 1963 до марта 1965 года), а затем в John Mayall & the Bluesbreakers. Басист/певец Джек Брюс и барабанщик Джинджер Бейкер были членами группы Graham Bond Organization. Кроме того, Брюс в течение короткого времени играл с John Mayall & the Bluesbreakers, а также некоторое время был членом Manfred Mann. Каждый из трёх был впечатлён музыкальными способностями остальных, что побудило Бейкера предложить Клэптону присоединиться к его новой группе, тогда ещё не имевшей названия. Клэптон немедленно согласился, при условии, что басистом группы станет Брюс. По словам Клэптона, Бейкер был так удивлён, услышав это, что чуть не разбил машину. Дело в том, что во время участия в Graham Bond Organization Брюс и Бейкер были печально известны своими постоянными ссорами. Однако ради создания нового трио, в котором каждый из участников смог бы вносить свой вклад в музыку и тексты, Бейкер и Брюс согласились отложить в сторону свои личные разногласия. Группа была названа «Cream», поскольку Клэптон, Брюс и Бейкер уже считались «сливками урожая» среди блюзовых и джазовых музыкантов на бурно развивающейся британской музыкальной сцене.
Новая группа неофициально дебютировала 29 июля 1966 года в клубе «Twisted Wheel» в Манчестере. Официальный дебют состоялся двумя днями позже на Шестом ежегодном Виндзорском фестивале джаза и блюза. Имея на своём счету всего несколько оригинальных песен, участники Cream исполнили переработанные блюзы, которые взволновали большую толпу и заслужили тёплый прием. В октябре группе также представилась возможность сыграть с Джими Хендриксом, недавно приехавшим в Лондон. Хендрикс был поклонником музыки Клэптона и хотел сыграть с ним на сцене. Именно в это время участники Cream решили, что Брюс будет ведущим вокалистом. В то время Клэптон стеснялся петь, но всё же иногда пел вместе с Брюсом и со временем взял на себя ведущий вокал на нескольких треках Cream, включая "Four Until Late", "Strange Brew", "World of Pain", "Outside Woman Blues", "Crossroads", "Badge".
В августе 1966 года был записан, а в октябре на лейбле Reaction Records вышел первый сингл группы «Wrapping Paper»/«Cat’s Squirrel». Первая песня, текст которой написал поэт и композитор Пит Браун, стала хитом и добралась до 34-го места в UK Singles Chart.

### Основной период творчества: 1966 — 1968
В декабре 1966 года группа выпустила свой второй сингл «I Feel Free»/«N.S.U.» и практически одновременно свой первый долгоиграющий альбом под названием Fresh Cream. Альбом был издан сразу в двух версиях: моно и стерео, в Великобритании на лейбле Reaction Records 9 декабря 1966 года, а в США на лейбле Atco Records в январе 1967 года. Альбом достиг #6 в UK Albums Chart и #39 в Billboard 200 (США), а сингл поднялся до #11 в UK Singles Chart в январе 1967.. Fresh Cream содержал как кавер-версии известных композиций (например, блюзовый стандарт «Rollin' and Tumblin'», песню «I’m So Glad» Скипа Джеймса и «Spoonful» Вилли Диксона), так и композиции, написанные самими участниками группы, такие, как «N.S.U.», «I Feel Free» или инструментальная композиция «Toad», сочинённая Бейкером ещё во время его участия в The Graham Bond Organisation. По словами музыкального критика (Stephen Thomas Erlewine ), значение этого альбома для развития рок-музыки трудно переоценить: «здесь Cream нащупывали свой путь вперед, создавая свой тяжелый психоделический джаз-блюз и, в процессе, открывая дверь для всех видов серьезной рок-музыки».

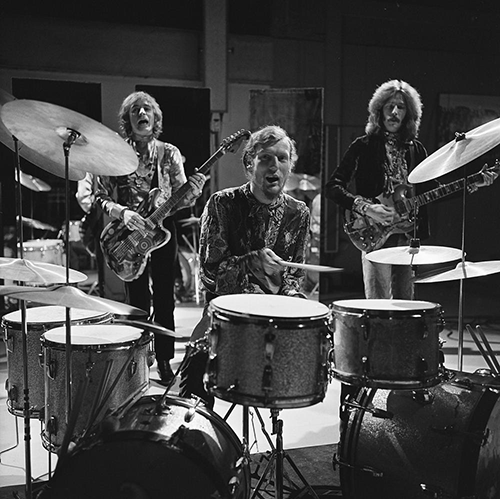
Fanclub, 1968 год

Вскоре после выхода Fresh Cream группа приступила к подготовке материала для следующего альбома. В этой работе принимал участие продюсер и музыкант Феликс Паппаларди, который также написал нескольких композиций, вошедших в альбом. Кроме того, на творческий процесс повлиял основатель лейбла Atlantic Records Ахмет Эртегюн. В частности, именно благодаря ему и Паппаларди появилась одна из самых сильных композиций этого альбома «Strange Brew», полученная в результате переработки известной блюзовой песни «Lawdy Mama». Композиция «Tales of Brave Ulysses» была написана Эриком Клэптоном совместно с австралийским художником и режиссёром Мартином Шарпом, который также создал оригинальную обложку альбома. Окончательная запись нового альбома, названного Disraeli Gears, состоялась в Atlantic Studios в Нью-Йорке с 11 по 15 мая 1967. Disraeli Gears вышел в свет в ноябре 1967 года и сразу стал чрезвычайно популярным: он достиг #5 в UK Albums Chart и #4 в Billboard 200. С музыкальной точки зрения он ознаменовал частичный отход группы от своих блюзовых корней и переход к более психоделическому звуку. Вместе с альбомом вышли два новых сингла — «Strange Brew» и «Sunshine of Your Love» (второй из них считается лучшей композицией группы Cream за всё время её существования). В 2003 г. канал VH1 назвал Disraeli Gears 87-м из величайших альбомов всех времён. Он также занял 114 место в списке 500 лучших альбомов всех времён журнала Rolling Stone. В своей ретроспективной рецензии музыкальный критик (Stephen Thomas Erlewine) назвал Disraeli Gears «квинтэссенцией тяжелого рок-альбома 60-х», по его словам, «фантазия аранжировок, сила композиций и особенно сила музыкальности делают этот альбом стоящим вне времени».
После выхода Disraeli Gears группа находилась на пике своей популярности, огромный успех имели и концертные выступления. Летом 1968 года (в июне в США, в августе в Великобритании) на лейбле Polydor Records вышел третий альбом группы под названием Wheels of Fire, состоящий как из студийных, так и из концертных записей. Он был выпущен на двух долгоиграющих пластинках с названиями Wheels of Fire (in the studio) и Wheels of Fire (live at the Fillmore). Хотя вторая часть и называется Live at the Fillmore (с англ. — «Концерт в Филлморе»), только композиция «Toad» была записана в этом концертном зале, а все остальные — во время выступлений на другой площадке в Сан-Франциско. Этот альбом также стал весьма успешным и поднялся до #3 в UK Albums Chart и до #1 в Billboard 200. Альбом занял 205 позицию в списке «500 величайших альбомов всех времён» по версии журнала Rolling Stone и включён в список «Концертные альбомы, которые изменили мир» журнала Classic Rock в 2013 году.

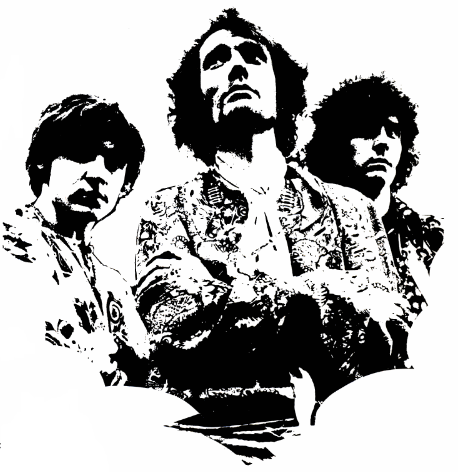
Рекламный постер сингла «White Room», 1968 год, журнал Billboard

Новым хитом группы стала открывающая альбом Wheels of Fire композиция «White Room», написанная Джеком Брюсом и Питом Брауном, она достигла #34 в UK Singles Chart и #6 в Billboard Hot 100. В 2004 году журнал Rolling Stone поместил её на 367 место своего списка «500 величайших песен всех времён».
В 1968 году на экраны вышел фильм "Дикая семёрка", в котором была использована песня "Anyone for Tennis" группы Cream, написанная Клэптоном специально для этого фильма в то же время, когда готовился Wheels of Fire. Саундтрек фильмы был издан в виде отдельного альбома в 1968 году на лейбле Atco Records.. Кроме того, она была издана в виде сингла, который достиг #64 в Billboard Hot 100 и #40 в UK Singles Chart.

### Распад группы
После завершения работы над альбомом Wheels of Fire, в мае 1968 года участники группы решили, что с них достаточно и пришла пора расстаться. В 2006 году Бейкер вспоминал об этом следующим образом: 

Пришло время, когда Эрик сказал мне: «С меня достаточно», и я ответил, что и с меня достаточно. Последний год Cream был мучительным. У меня были проблемы со здоровьем, и сегодня у меня до сих пор проблемы со слухом из-за большой громкости, на которой мы играли. Первоначально всё началось не так: когда мы основали группу, это был поистине замечательный музыкальный опыт.

Напряженность между Бейкером и Брюсом снова вспыхнула, вынудив Клэптона выступить в роли посредника между ними. Кроме того, Клэптон несколько разочаровался в той музыке, которую исполняли Cream, и собирался выбрать другое музыкальное направление. И июле было решено, что перед тем, как группа разойдётся, она отыграет последний концертный тур по США и даст два концерта в Лондоне.
Группа начала свой прощальный тур 4 октября 1968 года в Окленде, штат Калифорния[5], а 15 дней спустя, 19 октября, выступила в The Forum в Лос-Анджелесе, где были записаны концертные исполнения трёх композиций, вошедшие в последний альбом группы, названный Goodbye. Этот альбом был выпущен в начале 1969 года, уже после распада группы, и состоял как из упомянутых концертных номеров, так и из студийных записей, которые группа записала в Лондоне накануне своего прощального тура в октябре 1968 года. В число студийных композиций этого альбома вошла песня "Badge", написанная  Клэптоном совместно с Джорджем Харрисоном. В марте 1969 года она была издана в виде сингла (последнего сингла группы Cream) и достигла #18 в UK Singles Chart и #60 в Billboard Hot 100.

### После распада
После распада Cream Клэптон и Бэйкер основали супергруппу Blind Faith, куда также вошли Стив Уинвуд и Рик Греч. Blind Faith записали единственный альбом, который вышел в августе 1969 года и тут же возглавил хит-парады США и Великобритании. 
Вскоре после этого Blind Faith распались. Эрик Клэптон основал новую группу Derek and the Dominos, с которой одно время играл ещё один легендарный гитарист Дуэйн Оллмэн. В ноябре 1970 года группа выпустила свой единственный альбом Layla and Other Assorted Love Songs, ставший знаменитым, после чего также распалась, и Клэптон начал сольную карьеру, а также сотрудничал со многими другими музыкантами.
Джинджер Бейкер организовал коллектив Ginger Baker's Air Force, в котором приняли участие Стиви Уинвуд, Дэнни Лэйн, Крис Вуд, Рик Греч, Грэм Бонд и другие известные музыканты. Этот коллектив просуществовала около двух лет, в течение 1970—1971 гг. отыграв серию концертов, некоторые из которых были изданы в виде альбомов, и заслужил высокую оценку музыкальных критиков. В 1974 году Бейкер организовал группу Baker Gurvitz Army, которая выпустила три альбома и распалась в 1976 году. В 1994 году он присоединился к недолго просуществовавшему коллективу BBM, названием которого стала аббревиатура по заглавным буквам составивших его музыкантов — Джека Брюса, Джинджера Бэйкера и Гэри Мура.
Джек Брюс также занялся сольной карьерой, его первый сольный альбом Songs for a Tailor вышел в конце 1969 года. Позже Брюс время от времени напоминал о себе участием в различных группах — в частности, им написана одна из лучших песен Mountain «Theme From An Imaginary Western». В отличие от Клэптона, Брюс и Бэйкер не смогли достичь такой популярности, как во времена Cream, хотя постоянно были заняты в различных проектах в области рока, джаза и экспериментальной музыки.
В мае 2005 года группа Cream неожиданно собралась и в течение 4 дней (2-6 мая) дала несколько концертов в знаменитом лондонском зале Альберт-Холл, на которых музыканты исполнили практически все хиты из репертуара Cream и блюзовый стандарт «Stormy Monday». Выступления прошли при переполненном зале и вызвали восторженные отзывы слушателей и критиков. Позже на материале этих выступлений был выпущен двойной концертный альбом Royal Albert Hall London May 2-3-5-6, 2005. В апреле 2010 года в интервью BBC 6 Music Джек Брюс заявил о том, что Cream больше никогда не воссоединятся. Вдохновленная успехом воссоединения, группа согласилась дать три дополнительные концерта в Мэдисон-Сквер-Гарден в Нью-Йорке с 24 по 26 октября 2005 года. По словам Клэптона, эти концерты не соответствовали выступлениям в Королевском Альберт-Холле, среди прочего, из-за отсутствия репетиций и возрождения старых обид между участниками группы.
Брюс умер 25 октября 2014 года, а Бейкер умер 6 октября 2019 года, оставив Клэптона последним оставшимся в живых участником.

## Дискография

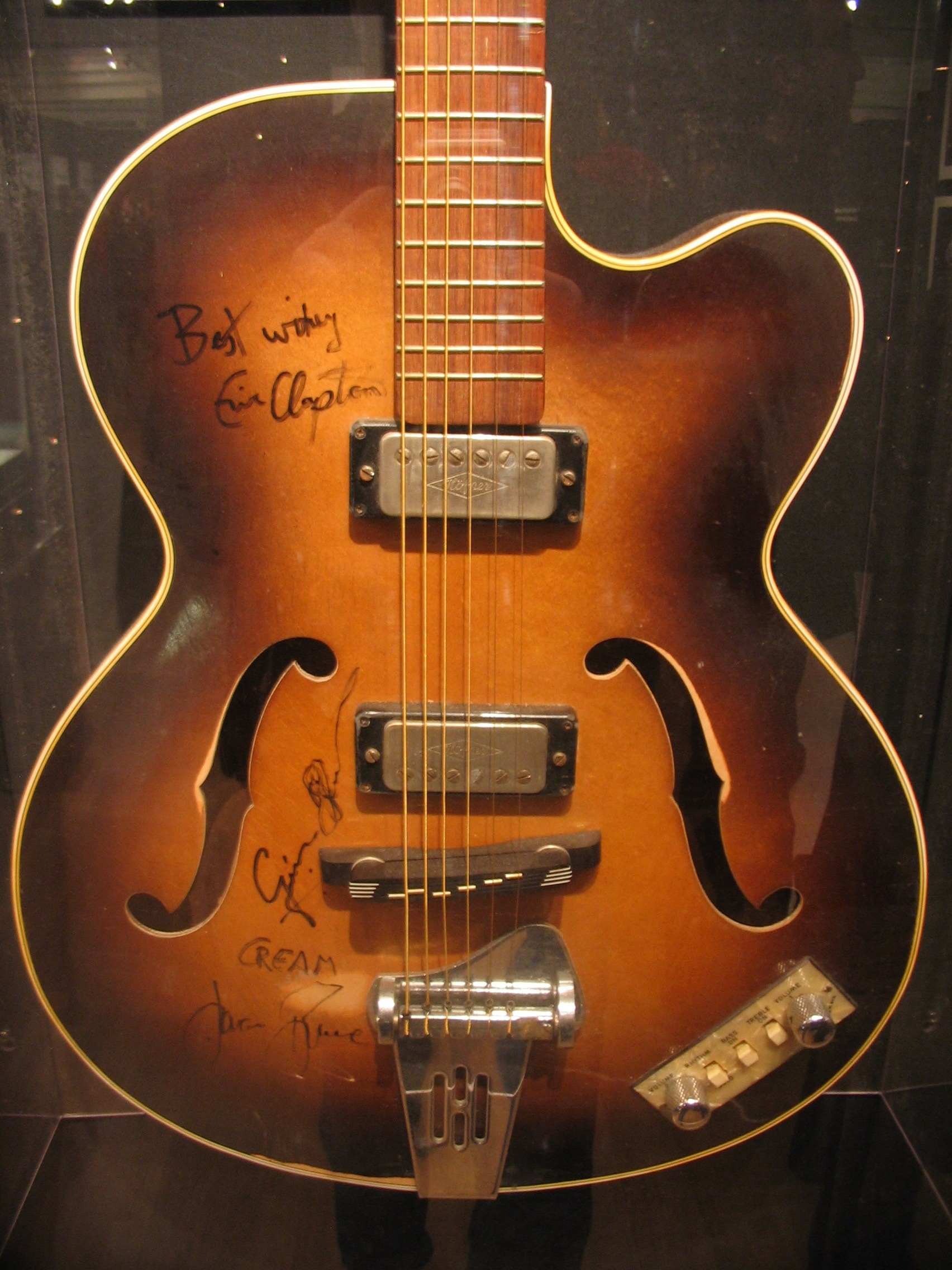
Гитара Клэптона

## Дискография[52]

### Студийные альбомы
- Fresh Cream (1966)
- Disraeli Gears (ноябрь 1967)
- Wheels of Fire (1968)
- Goodbye (1969)

### Концертные альбомы
- Live Cream (1970)
- Live Cream Volume II (1972)
- Royal Albert Hall London May 2-3-5-6 2005 (2005)

### Синглы
- «Wrapping Paper» / «Cat’s Squirrel» — Октябрь 1966
- «I Feel Free» / «N.S.U.» — Декабрь 1966
- «Strange Brew» / «Tales of Brave Ulysses» — Июнь 1967
- «Anyone for Tennis» / «Pressed Rat and Warthog» — Май 1968
- «Sunshine of Your Love» / «S.W.L.A.B.R.» — Сентябрь 1968
- «Spoonful part 1» / «Spoonful part 2» — Сентябрь 1968
- «White Room» / «Those Were The Days» — Январь 1969
- «Crossroads» / «Passing the Time» — Январь 1969
- «Badge» / «What a Bringdown» — Апрель 1969
- «Sweet Wine» / «Lawdy Mama» — Июнь 1970

### Сборники
- Best of Cream (1969)
- Heavy Cream (1972)
- Strange Brew: The Very Best of Cream (1983)
- Creme de la Cream (1992)
- The Very Best of Cream (1995)
- Those Were the Days (1997)
- 20th Century Masters: The Millennium Collection: The Best of Cream (2000)
- BBC Sessions (2003)
- Cream Gold (2005)

### Видео / DVD
- Farewell Concert — VHS, DVD, Royal Albert Hall, записан в ноябре 1968[53]
- Strange Brew — в значительной степени переработанный Farewell Concert + ранее не вошедшие записи и интервью с участниками группы
- Fresh Live Cream Архивная копия от 13 марта 2019 на Wayback Machine — документальный фильм об истории и творчестве группы, 1993, русский перевод
- Royal Albert Hall London May 2-3-5-6 2005 — DVD, концерт-реюнион, Royal Albert Hall, Май 2005
- Cream: Disraeli Gears (2006) — DVD о создании альбома Disraeli Gears, интервью, архивные записи